# Франтішек Бегоунек
Франтішек Бегоунек (чеськ. František Běhounek; *27 жовтня 1898, Прага — †1 січня 1973, Карлові Вари) — чеський вчений-радіолог, фізик, член АН ЧССР (1960). Головні наукові дослідження присвячені ядерній фізиці, радіології та дозиметрії; також письменник-популяризатор науки.

## Біографія
Франтішек Бегоунек навчався у Празькому та Паризькому університетах. У Парижі проходив навчання у лабораторії Марії Кюрі, зацікавився радіоактивністю.
1922 року повернувся з Парижа до Праги. За підтримки М. Кюрі організував інститут радіології. Упродовж майже року займався науковою роботою на уранових копальнях у Яхімові. Досліджував електричне поле та радіоактивність атмосфери.
У 1926 році взяв участь в експедиції Руаля Амундсена до Північного полюсу на дирижаблі «Норвегія» (до полюса не літав, працював на Шпіцбергені).
У 1928 році брав участь у очолюваній У. Нобіле історичній експедиції на Північний полюс на дирижаблі «Італія».
У 1933—54 роках — на науковій роботі в інститутах Праги. Від 1954 року — професор Празького технологічного університету, а від 1956 року — завідувач відділу дозиметрії Інституту ядерної фізики АН ЧССР.
Бегоунек опублікував численні наукові праці і понад 25 книжок прози — повістей та оповідань, більшість з яких розрахована на читачів-підлітків з метою популяризації науки:
- Boj o zeměkouli (Прага, 1939);
- Svět nejmenších rozměrů (Прага, 1945);
- Případ profesora Hrona (Прага, 1947);
- Swansonova výprava (Прага, 1949);
- Tajemství polárního moře (Прага, 1942);
- Akce L (1956);
- Robinsoni vesmíru (1958);
- Tábor v lese (Прага, 1960);
- Kletba zlata, збірка оповідань (Прага, 1942);
- Fregata pluje kolem světa, пригодницька повість (Прага, 1969).